# Моя семья и другие животные (телесериал)
«Моя семья и другие животные» — британский мини-сериал из десяти эпизодов, снятый по мотивам книги Джеральда Даррелла «Моя семья и другие звери» телекомпанией Би-би-си в 1986 году в Греции. Премьера в Великобритании состоялась 17 октября — 19 декабря 1987 года. В России транслировался с 3 января 1992 года на 1 канале Останкино, вечером по пятницам.

## Сюжет
Симпатичное и взбалмошное английское семейство, состоящее из мамы-вдовы и ее четверых детей — писателя Ларри, охотника Лесли, кокетки Марго и юного зоолога Джерри, приезжает на залитый солнцем греческий остров Корфу, где их ждут множество интересных знакомств, открытий и приключений. Любознательный Джерри знакомится с доктором Теодором Стефанидесом, который становится его другом и наставником, поощряя его интерес к миру живой природы и братьев наших меньших.

## В ролях
- Даррен Редмэйн — Джерри (Джеральд Даррелл).
- Ханна Гордон — мама (Луиза Даррелл).
- Брайан Блессид — Спиро Хакьяопулос.
- Кристофер Годвин — Теодор Стефанидес.
- Энтони Калф — Ларри (Лоуренс Даррелл).
- Гай Скентлебари — Лесли Даррелл.
- Сара-Джейн Холм — Марго Даррелл.
- Пол Рис — Джордж.
- Джон Нормингтон — мистер Кралевски, учитель.
- Эвелин Лэй — миссис Кралевски, мама мистера Кралевски.